# Pilot Pirx
Pilot Pirx ist eine Sammlung von zehn Erzählungen von Stanisław Lem aus den Jahren 1959 bis 1971, deren Protagonist der Raumschiffpilot Pirx ist. Die Erzählungen erschienen gesammelt 1968 in Opowieści o pilocie Pirxie („Geschichten vom Piloten Pirx“), wobei erst die erweiterte Ausgabe von 1973 alle Erzählungen enthält. Die deutschen Ausgaben der Erzählungen erschienen zunächst in Test (1968) und Die Jagd (1972) und zusammengefasst 1978 unter dem Titel Pilot Pirx.

## Protagonist und Rahmen
Pirx ist ein Raumschiffpilot, der im Weltall oder auf extraterrestrischen Stationen beschäftigt ist. Die immer wieder auftretenden Probleme in Extremsituationen löst er mit gesundem Menschenverstand und etwas Glück. Der Gegenpart zu Pirx ist häufig ein Roboter oder eine andere Maschine (z. B. sein Raumschiff).
In der Welt der Erzählungen sind Reisen innerhalb des Sonnensystems alltäglich. Es gibt eine UNO und einen Sicherheitsrat als Entscheidungsgremium. Gegen Ende des Zyklus werden "die Passagiere der Titanic ein Jahrhundert zuvor" erwähnt.
Die Terminologie ist – auch in der deutschen Übersetzung – sowjetisch geprägt, d. h. statt von Raumhafen ist von Kosmodrom die Rede und Raumanzüge werden Skaphander genannt.
Intelligente, autonom agierende Roboter, sogenannte „nichtlineare Automaten“, sind verbreitet und werden routinemäßig eingesetzt.
Pirx erscheint nochmals im ersten Teil des viel später geschriebenen Romans Fiasko.

## Inhalt
Die Reihenfolge der Erzählungen entspricht der Reihenfolge der deutschen Erstveröffentlichung.

### Test
Originaltitel: Test 

Erstdruck: Inwazja z Aldebarana („Invasion vom Aldebaran“, 1959) 

Übersetzung: Caesar Rymarowicz
Bei seinem ersten Alleinflug im Rahmen der Pilotenausbildung, bei dem er zwei Raumschiffe in eine Mondumlaufbahn lotsen soll, gerät Kadett Pirx in ernste Gefahr, nachdem durch eine scheinbare Verkettung von Zufällen eine in der Kanzel des Raumschiffes herumschwirrende Fliege eine Serie von Kurzschlüssen verursacht. Es gelingt ihm, dem Zerschellen auf dem Mond knapp zu entgehen, während der von ihm bewunderte Jahrgangsbeste Boerst an der gestellten Aufgabe scheitert, die sich am Ende als Simulation herausstellt.

### Der bedingte Reflex
Originaltitel: Odruch warunkowy 

Erstdruck: Noc księżycowa („Mondnacht“, 1963) 

Übersetzung: Caesar Rymarowicz
Nachdem Kadett Pirx bei einem Test, bei dem die angehenden Piloten in einem Isolationstank sensorischer Deprivation ausgesetzt werden, als Bester abgeschnitten hat, wird ihm ein besonderes Praktikum auf einer Raumstation auf der Mondrückseite angeboten. In dieser Raumstation war es zuvor zu einem Unfall gekommen, bei dem die aus zwei Personen bestehende Besatzung umkam. Man hatte keine Erklärung für die Umstände der Unglücks finden können außer der, dass beide Astronauten plötzlich wahnsinnig geworden seien. Als sich die Ereignisse zu wiederholen scheinen, wird Pirx durch eine Kleinigkeit von vorschnellen Schlüssen abgehalten und es gelingt ihm, einer Wiederholung des tragischen Ablaufs zu entgehen und das Rätsel zu lösen.

### Albatros
Originaltitel: Albatros 

Erstdruck: Inwazja z Aldebarana („Invasion vom Aldebaran“, 1959) 

Übersetzung: Caesar Rymarowicz
Pirx ist mit dem Titan, einem Luxus-Passagierraumschiff der Transgalaktik-Linie, auf dem Weg zu seinem nächsten Auftrag und vertreibt sich die Zeit auf dem Promenadendeck, als er bemerkt, dass das Schiff seinen Kurs ändert. Im Kontrollraum findet er die Besatzung um die Funkgeräte gedrängt, wo sie den Ablauf einer sich entwickelnden schweren Havarie des in der Nähe befindlichen Raumschiffs Albatros gebannt verfolgen. Durch eine Reaktorexplosion an Bord des Albatros geraten auch die zu Hilfe eilenden Schiffe in Gefahr, was für den Titan ein Ausweichmanöver mit hoher Beschleunigung notwendig macht. Schließlich hat der Titan die Gefahrenstelle passiert und Pirx verlässt den Kontrollraum. An der Ausgangstür steht „NUR FÜR STERNENPERSONAL“ (so auch ein alternativer deutscher Titel der Erzählung).

### Terminus
Originaltitel: Terminus 

Erstdruck: Księga robotów („Buch der Roboter“, 1961) 

Übersetzung: Caesar Rymarowicz
Pirx übernimmt das Kommando über den uralten Raumfrachter Koriolan. In dem Schiff findet er im Reaktorraum einen veralteten Roboter, der auf den Namen Terminus hört. Dieser gibt nachts seltsame Klopfzeichen von sich, welche Pirx schließlich als Morsezeichen erkennt. Er erfährt daraus die verborgene Vorgeschichte seines Raumschiffs: Vor vielen Jahren erlitt es eine schwere Havarie im Weltraum, bei der die gesamte menschliche Besatzung umkam. Nur der Roboter überlebte, da er weder Nahrung noch Sauerstoff brauchte. Das Schiff konnte repariert werden und wurde unter neuem Namen wieder in Dienst gestellt. Der Roboter gibt nachts anscheinend unbewusst jene Morsesequenzen wieder, mit denen sich die damals voneinander abgeschnittenen Besatzungsmitglieder im havarierten Schiff verständigten und die ihre letzten Tage und Stunden bis zu ihrem Tod wiederzugeben scheinen. Alle Versuche, den funktionsgestörten Roboter zu diesen Ereignissen direkt zu befragen, scheitern, aber indem Pirx sich in Terminus' nächtliche Morsesendungen einschaltet, erhält er auf unheimliche Weise „Antworten“ von den Toten.
Die Geschichte endet damit, dass Pirx nach langen Überlegungen über Wahrheit, Art und Sinn der Morsesequenzen wegen „Zerfall der Funktionen“ die Verschrottung des Roboters anordnet.

### Die Patrouille
Originaltitel: Patrol 

Erstdruck: Inwazja z Aldebarana („Invasion vom Aldebaran“, 1959) 

Übersetzung: Roswitha Buschmann
Pirx ist seit fast drei Jahren Pilot und nun zum Patrouillendienst eingeteilt. Das ist normalerweise ein sehr langweiliger Dienst, bis mehrere Piloten spurlos verschwinden, ohne dass man sich das erklären könnte. Als Pirx in einem besonders leeren Raumsektor seinen Dienst verrichtet, bemerkt er auf dem Sichtschirm seines Raumschiffs einen Lichtpunkt, der zu ihm Distanz zu halten scheint. Der Lichtpunkt scheint zu beschleunigen, wenn Pirx beschleunigt, und zu bremsen, wenn Pirx das auch tut. Schließlich treten bei Pirx massive Halluzinationen auf, die fast zu seinem Untergang geführt hätten. Im letzten Augenblick erkennt er, dass der Lichtfleck nicht real, sondern ein Bildschirmartefakt ist. Oszillationen des Artefakts haben die Halluzinationen induziert.

### Die Jagd
Originaltitel: Polowanie 

Erstdruck: Polowanie („Die Jagd“, 1965) 

Übersetzung: Roswitha Buschmann
Während eines Aufenthalts auf dem Mond erfährt Pirx, dass bei einem Meteoriteneinschlag ein autonom arbeitender Bergbauroboter, ein sogenannter Setaurus, beschädigt wurde und infolgedessen scheinbar ziellos auf der Mondoberfläche umher irrt und mit seinem eingebauten Laser Kommunikationseinrichtungen und Fahrzeuge unter Beschuss nimmt, wobei es bereits mehrere Tote gegeben hat. Pirx meldet sich als Teilnehmer bei der eilig organisierten Jagd auf den amoklaufenden Setaurus im Mare Tranquillitatis. Als Pirx den Setaurus schließlich entdeckt, scheint dieser zu zögern: „In diesem Zögern, dieser Unsicherheit, die Pirx sehr gut nachvollziehen konnte, lag etwas so unheimlich Vertrautes, Menschliches, das ihm die Kehle zuschnürte.“ Als Pirx versehentlich von anderen Jagdteilnehmern unter Feuer genommen wird, rettet ihn der Setaurus, indem er deren Fahrzeug zerstört. Darauf erschießt Pirx den Setaurus, fragt sich aber im Nachhinein, was den gestörten Roboter bewogen haben mochte, ihn zu retten, statt ihn zu vernichten.

### Der Unfall
Originaltitel: Wypadek 

Erstdruck: Polowanie („Die Jagd“, 1965)  

Übersetzung: Roswitha Buschmann
Pirx erkundet zusammen mit zwei anderen und einem autonom handelnden nichtlinearen Automaten namens Aniel einen erdähnlichen Exoplaneten. Aniel wird ausgeschickt, in einem Bergmassiv eine noch fehlende Messung auszuführen, kehrt aber bis nach Einbruch der Nacht nicht zurück. Am folgenden Morgen brechen die Männer in die Bergwelt des fremden Planeten auf, finden dort schon bald die Spur des vermissten Automaten und am Fuß einer aufragenden Felswand auch Aniels Gepäck und die Messinstrumente. Sie stellen fest, dass er in die Wand eingestiegen ist. Pirx, dessen alpinistische Instinkte schon vorher angesprochen wurden, sowie der Intellektroniker Massena beschließen, dem Automaten zu folgen. Schließlich finden sie ihn abgestürzt am Fuß eines Kamins. Was den Automaten zu seiner fatalen Klettertour veranlasst hat, bleibt rätselhaft. Ein technischer Defekt wird vermutet. Pirx hat seine eigene Theorie: „Hatte er, Pirx, vielleicht einen Defekt gehabt, als er unbedingt die Wand bezwingen wollte? Aniel war seinen Konstrukteuren ganz einfach ähnlicher gewesen, als diese zuzugeben bereit waren.“

### Pirx erzählt
Originaltitel: Opowiadanie Pirxa 

Erstdruck: Polowanie („Die Jagd“, 1965)  

Übersetzung: Kurt Kelm
Diese Erzählung unterscheidet sich von den anderen Pirx-Geschichten. Zum einen ist die Erzählung in der Ich-Form gehalten, zum anderen behandelt sie eigentlich keinen Unglücksfall, wie die meisten anderen. Wenn es ein Unglücksfall wäre, dann einer für die gesamte menschliche Spezies, denn sie handelt von der durch einige dumme Zufälle verfehlten Entdeckung eines außerirdischen Raumschiffs. Tatsächlich legen es aber Erzählton und Titel nahe, dass hier von Pirx ein „Weltraumgarn“ gesponnen wird.
Da Pirx sonst eben nichts zu tun hat, übernimmt er den Auftrag, einen Zug Raumschiffwracks mit einem nahezu schrottreifen Raumschiff namens „Perle der Nacht“ vom Merkur zur Erde zu schleppen. Er hat dabei mit technischen und vor allem mit personellen Problemen zu kämpfen: Ein Crewmitglied schmuggelt Alkohol und Cannabis und der Rest der Mannschaft erkrankt an Mumps, bis auf den Ingenieur, der leider Tiefbauingenieur ist und keine Ahnung von der Raumfahrt hat. In dieser Situation begegnet ihm ein anderes Raumschiff, allerdings 10 Meilen lang, außerirdischen Ursprungs und vielleicht Millionen von Jahren alt, das mit hyperbolischer Geschwindigkeit an ihm vorbeidriftet. Als das fremde Raumschiff wieder verschwunden ist, stellt er fest, dass die von ihm berechneten Bahnelemente des Raumschiffs nicht aufgezeichnet worden waren, da jemand vergessen hatte, einen neuen Registrierstreifen einzulegen. Pirx überlegt, die Begegnung dennoch zu melden, damit eine großangelegte Suche gestartet werden kann, sieht aber davon ab: Bei einer Meldung kämen dann all die irregulären Umstände an Bord zur Sprache (betrunkener Funker, Tiefbauingenieur auf Wache, Rest der Mannschaft mit Mumps darniederliegend), so dass niemand mehr der Meldung glauben würde.

### Die Verhandlung
Originaltitel: Rozprawa 

Übersetzung: Roswitha Buschmann
Pirx soll bei einem Testflug zum Saturn die Eignung einer besonderen Mannschaft beurteilen, die zum Teil aus Prototypen neuer, von echten Menschen oberflächlich nicht zu unterscheidender nichtlinearer Automaten besteht. In einer Krisensituation, bei der einer der Automaten beschließt, durch die Cassinische Teilung zu fliegen, wird durch Pirx' Zögern eine (geplante) Katastrophe vermieden und die Automaten erweisen sich dem Menschen als zwar technisch überlegen, in entscheidender, nämlich moralischer Hinsicht aber als unterlegen.

### Ananke
Originaltitel: Ananke 

Erstdruck: Bezsenność („Schlaflosigkeit“, 1971) 

Übersetzung: Barbara Sparing
Bei einem Aufenthalt von Pirx auf dem Mars wird er zum Augenzeugen einer Katastrophe, als das Raumschiff Ariel, ein neuer, superschwerer Raumschiffstyp, in der letzten Phase der Landung abstürzt. Es stellt sich schnell heraus, dass der AIBM 09, der Bordcomputer des Ariel, versagt und den Absturz verursacht hat, rätselhaft bleibt aber die Ursache. In der folgenden Nacht findet Pirx keinen Schlaf (worauf der Originaltitel anspielt) und blättert in den von einem Mitglied der Stationsbesatzung gesammelten Schriften aus der Frühzeit der Areologie (Marskunde) von Kepler bis Schiaparelli mit seinen Canali. Ähnlich wie in Lems Roman Solaris, wo sich der Protagonist Kelvin in einer Nacht mit der Wissenschaftsgeschichte der „Solaristik“, der Geschichte der Erforschung des Planeten Solaris, beschäftigt, bildet die schlaflose Nacht von Pirx einen Moment des Innehaltens, in dem er über Wahrnehmung und Täuschung reflektiert, hier am Beispiel der vermeintlich gesehenen „Marskanäle“, bevor die Erzählung sich der Lösung des Rätsels zuwendet.
Während die Mitglieder der die Ursachen der Katastrophe untersuchenden Kommission sich in technischen Details verlieren, ohne eine Lösung zu finden, und gleichzeitig politische Kräfte versuchen, ihre mit dem Marsprojekt verbundenen Interessen zu wahren, gelangt Pirx, der ebenfalls in die Kommission berufen wurde, über eine verschlungene Assoziationskette zu dem Schluss, dass der Leiter der Abnahmetests des Ariel-Computers für die Katastrophe verantwortlich war. Dieser war aus dem Raumdienst ausgeschieden, nachdem bei ihm das anankastische Syndrom diagnostiziert worden war – eine Zwangsstörung, bei der die Betroffenen beispielsweise bei Verlassen der Wohnung mehrmals überprüfen, ob der Herd ausgeschaltet ist.
Zum Prüfer von Bordcomputern bestellt, hatte seine zwanghafte Übergenauigkeit sich auf den Bordcomputer übertragen, der bei der Landung immer mehr Daten anforderte, bis er an diesen „erstickte“.

## Verfilmungen
- 1973 kam die ungarische Fernsehserie Pirx kalandjai („Pirx' Abenteuer“; Regie: István Kazán und András Rajnai) auf insgesamt 5 Episoden[5]:
  - Diplomavizsga („Diplomprüfung“)
  - A Galilei-állomás rejtélye („Das Geheimnis der Galileo-Station“)
  - Víkend a Marson („Wochenende auf dem Mars“)
  - Terminusz a koronatanu („Zeuge Terminus“)
  - Akció 127 óra 25-kor

- 1978 lieferte die Erzählung Die Verhandlung die Grundlage für die polnisch-sowjetische Gemeinschaftsproduktion Testflug zum Saturn (Test pilota Pirxa) in der Regie von Marek Piestrak.[6] Der Film wurde vom DEFA-Studio für Spielfilme unter dem Titel Der Test des Piloten Pirx synchronisiert; die Filmmusik stammt von Arvo Pärt.

## Ausgaben
Erstausgabe:
- Opowieści o pilocie Pirxie. Wydawnictwo Literackie, Krakau 1968. Erweiterte Neuausgabe: Czytelnik, Warschau 1973

Deutsche Ausgaben:
- Test. Übersetzung von Caesar Rymarowicz. Volk und Welt, Berlin 1968. BRD-Ausgabe: Fischer Taschenbuch Verlag, Frankfurt am Main 1971, ISBN 3-436-01320-X (enthält Test, Der bedingte Reflex, Albatros und Terminus)
- Die Jagd. Neue Geschichten des Piloten Pirx. Übersetzung von Roswitha Buschmann, Kurt Kelm und Barbara Sparing. Verlag Volk und Welt, Berlin 1972. BRD-Ausgabe: Insel, Frankfurt a. M. 1973, ISBN 3-458-05859-1 (enthält die restlichen sechs Erzählungen)
- Pilot Pirx. Übersetzung von Roswitha Buschmann, Caesar Rymarowicz, Kurt Kelm und Barbara Sparing. Insel-Verlag, Frankfurt am Main 1978, ISBN 3-458-05882-6. Neuausgabe Suhrkamp-Verlag, Frankfurt am Main 2003, ISBN 3-518-45535-4 (enthält alle Erzählungen)

Hörbuch:
- Test. Eine Pilot-Pirx-Geschichte. Regie: Joseph Manoth. Sprecher: Michael Schwarzmaier. Bayerischer Rundfunk 2008. CD: Terzio, München 2005